# Kammarkollegiet

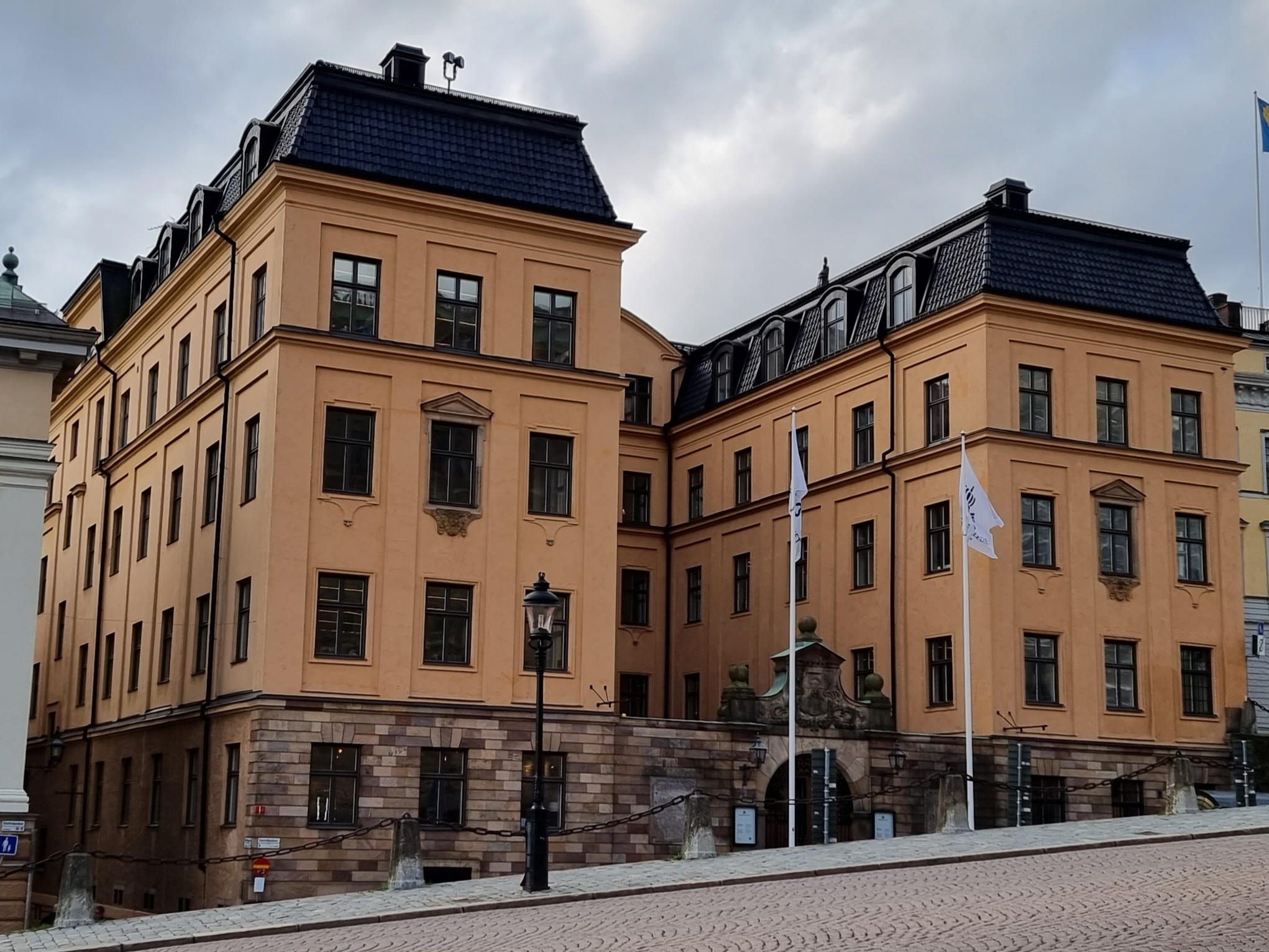
Kammarkollegiets kontor i Stockholm, besöksadress: Slottsbacken 6.

Kammarkollegiet är en statlig förvaltningsmyndighet under Finansdepartementet. Myndighetens historia går ända tillbaka till 1539 och Kammarkollegiet utgör därmed Sveriges äldsta kollegium. Kollegiet har haft varierande uppgifter under sin existens. Kammarkollegiet fungerar idag som kapitalförvaltare, upphandlare, försäkringsgivare och juridisk byrå för statsförvaltningen. Även Allmänna arvsfonden och Den offentliga omställningsorganisationen finns vid Kammarkollegiet. Kammarkollegiet har vidare uppgifter bland annat avseende stiftelserätt, Sveriges indelning, registrering av trossamfund, fastställande av avgiftssatser inom begravningsområdet, fastställande av resegarantier och auktorisation av tolkar och översättare. Som tillsynsmyndighet för tolkar och översättare upprätthåller Kammarkollegiet ett register över auktoriserade och utbildade tolkar liksom över auktoriserade översättare. Kollegiet bevakar även Allmänna arvsfondens rätt till arv och förvaltar fondens kapital.

## Historik
Kammarkollegiet är Sveriges äldsta ämbetsverk, med ursprung i Gustav Vasas "kammare", som inrättades 1539. Det inrättades genom utbrytning – antagligen efter tyska förebilder – ur det kungliga kansliet och erhöll omkring 1540 kollegial form genom anställning av fyra "cammerråd", vilka under ledning av "cammermesteren" eller "öffwerste recknemesteren" skulle utöva kontrollen över fogdarna och granska deras redovisningar samt i övrigt handha rikets drätsel. 
Verket benämndes Räkningekammaren eller Kortare kammaren, vilken enligt den av Sigismund utfärdade instruktionen av 1594 skulle handlägga även frågor rörande handel, tullar och rikets myntväsen samt ha tillsyn över kronans gods och rikets regalier. Från 1602 var riksskattmästaren dess chef, 1684–1909 bar chefen titeln president, och chefsposten har därefter kallats generaldirektör. Räknekammaren handlade också frågor om bergsbruken till 1630-talet, då Bergskollegium bildades och övertog den jurisdiktionen och förvaltningen.
Enligt 1634 års regeringsform var Kammarkollegium ett av de fem rikskollegierna under riksskattmästaren med sex bisittare och underlydande avdelningar, vilka ökades i antal alltefter arbetsbördans tillväxt.
Fram till 1695 hade Kammarkollegium dömande makt i till exempel mål om kronoparker. Ur Kammarkollegium bildades 1695 Kammarrevisionen (från 1799 under namnet Kammarrätten) för de dömande frågorna och revisionen. På 1770-talet räknade verket sålunda, utom 2 kanslier, fiskals- och refendariekontor, två avräknings- och tre provinskontor, tull- och licenskontor, byteskontor, köpegods-, reduktions- och donationskontor samt kammararkiv och frälseundersökningskontor, lantmäterikontor, slottsmagasin och chartae sigillatae(äldre form av stämpelskatt)-kontor. Men som enbart centrum för vården om rikets drätsel, näringar och fasta egendom arbetade verket blott till 1630-talet.
Finlands ärenden sköttes åtminstone på 1570-talet av en egen kamrer som från och med 1638 blev en fast tjänst. Finlands, Estlands och Ingermanlands kamrersavdelning började kallas för Finlands provinskontor. Vid sidan av kammarkollegiet fanns i Åbo också en separat räknekammare, som hade hand om offentlig ekonomisk verksamhet. Den var verksam under åren 1558–1563, 1587–1590, 1598–1599, 1602–1612, 1614–1619 och 1623–1641.   
Namnet ändrades 1921 från Kammarkollegium till Kammarkollegiet.

## Verksamhet
Kammarkollegiet har ett stort antal olikartade uppgifter. Myndigheten bevakar bland annat i vissa ärenden statens rätt och allmänna intressen samt handlägger auktorisation av översättare, auktoriserade translatorer och beslutar om permutation av föreskrifter i stiftelseförordnande eller villkor i gåvobrev och testamenten. Statens inköpscentral vid Kammarkollegiet har regeringens uppdrag att upphandla och förvalta ramavtal för statliga myndigheter. Inom IT och telekom kan även kommuner och regioner ansluta sig till ramavtalen. 
Ytterligare exempel på Kammarkollegiets uppgifter är:
- Auktoriserar tolkar och översättare.
- Försäkrar den statliga verksamheten, studenter och statsanställda.
- Fastställer resegarantier.
- Förvaltar drygt 200 miljarder kronor åt fler än 400 kunder.
- Effektiviserar den offentliga förvaltningen genom att ingå ramavtal.
- Ger omställnings- och kompetensstöd till yrkesverksamma på arbetsplatser utan kollektivavtal.
- Avvecklar dödsbon där Allmänna arvsfonden är arvinge, förvaltar fondens medel och föreslår vilka projekt som ska få stöd.
- Förvarar och vårdar rikets regalier.

Kammarkollegiet bedriver verksamhet på tre orter i Sverige; Stockholm, Karlstad och Härnösand.

## Chefer

### Presidenter
- 1685–1687?: Gustaf Lilliecrona
- 1687–1711: Fabian Wrede
- 1711–1723: Nils Stromberg
- 1723–1736: Otto Reinhold Strömfelt
- 1736–1737: Erik Gammal Ehrenkrona
- 1737–1742: Gustaf Palmfelt
- 1742–1744: Albrecht Lindcreutz
- 1744–1747: Vakant
- 1747–1756: Carl Fredrik Piper
- 1757–1767: Carl Fredrik von Höpken
- 1767–1769: Mathias von Hermansson
- 1769–1777: Carl Johan Cronstedt
- 1777–1789: Mathias von Hermansson
- 1790–1792: Erik Ruuth
- 1792–1801?: Arvid Fredrik Kurck
- 1802–1812: Samuel af Ugglas
- 1812–1818: Olof Elias Lagerheim
- 1818–1830: Salomon Löfvenskiöld
- 1831–1847: Jacob Cederström
- 1847–1848: Gustaf Sparre
- 1848–1864: Sven Munthe (t.f. 1848–1850)
- 1864–1877: Carl Johan Thyselius
- 1877–1880: Tönnes Hellmuth Wrangel
- 1880–1901: Hans Forssell
- 1901–1904: Herman Wikblad
- 1904–1914: Gustaf Fredrik Munthe

### Generaldirektörer
- 1914–1927: Karl Hjalmar Abraham Nehrman
- 1927–1930: Gustaf Ernst Grefberg
- 1930–1943: Lennart Berglöf
- 1943–1950: Eric Sverne
- 1950–1969: Rolf Dahlgren
- 1969–1983: Edvard Reuterswärd
- 1983–1991: Sven-Eric Nilsson
- 1991–1994: Claes-Eric Norrbom
- 1994–2000: Sture Johansson
- 2000–2006: Anders Eriksson
- 2006–2015: Claes Ljungh
- 2015–2016: Ylva Grahn Agering (vikarierande)
- 2016–2023: Gunnar Larsson
- 2023–: Anne Vadasz Nilsson